# NGC 2298
NGC 2298 è un ammasso globulare visibile nella costellazione della Poppa.

## Osservazione
Si individua 5,5 gradi ad ovest della stella π Puppis o, volendo, 3,5 gradi a sud della κ Canis Majoris; forma con queste due stelle un ipotetico triangolo rettangolo, col vertice dell'angolo retto sull'ammasso. Fu osservato per la prima volta da James Dunlop, e si rende evidente in un telescopio di almeno 100-120mm di apertura; le sue singole stelle principali possono essere osservate solo con forti ingrandimenti.

## Caratteristiche
L'ammasso dista circa 40000 anni luce da noi e 61000 dal centro galattico; si trova inoltre a circa 11000 anni luce dal piano galattico, in direzione della periferia della Via Lattea. Le stelle più luminose sono di sedicesima magnitudine apparente; l'indice di colore (B-V) è pari a 1,4, tipico degli oggetti con stelle vecchie e povere in metalli.

### Libri
- (EN) Stephen James O'Meara, Deep Sky Companions: Hidden Treasures, Cambridge University Press, 2007, ISBN 0-521-83704-9.

### Carte celesti
- Tirion, Rappaport, Lovi, Uranometria 2000.0 - Volume II - The Southern Hemisphere to +6°, Richmond, Virginia, USA, Willmann-Bell, inc., 1987, ISBN 0-943396-15-8.
- Tirion, Sinnott, Sky Atlas 2000.0 - Second Edition, Cambridge, USA, Cambridge University Press, 1998, ISBN 0-933346-90-5.
- Tirion, The Cambridge Star Atlas 2000.0, 3ª ed., Cambridge, USA, Cambridge University Press, 2001, ISBN 0-521-80084-6.